# Monstera guzmanjacobiae
Monstera guzmanjacobiae — вид рослин родини ароїдних з Мексики.

## Розповсюдження
Це ендемік регіону Лос Тукстлас у Веракрусі, Мексика.

## Опис
Monstera guzmanjacobiae — напівепіфітна ліана, яка може досягати 25 м над землею.